# Хоххайм-ам-Майн
Хоххайм-ам-Майн, устаревшее Гохгейм (нем. Hochheim am Main) — город в Германии, в земле Гессен, расположенный на реке Майн в 3 км от её впадения в Рейн. Подчинён административному округу Дармштадт. Входит в состав района Майн-Таунус.  
Один из традиционных винодельческих центров Рейнгау, город также включён в туристский маршрут «Фахверковая дорога». Рейнские белые вина в Англии до сих пор называются hock, что представляет собой сокращение от имени этого города. В 1877 году здесь был основан дом игристых вин Карла Грегера — один из первых производителей немецкого игристого вина, или зекта.
Население составляет 16 893 человека (на 31 декабря 2010 года). Занимает площадь 19,43 км². Официальный код — 06 4 36 006.